# Falzformer

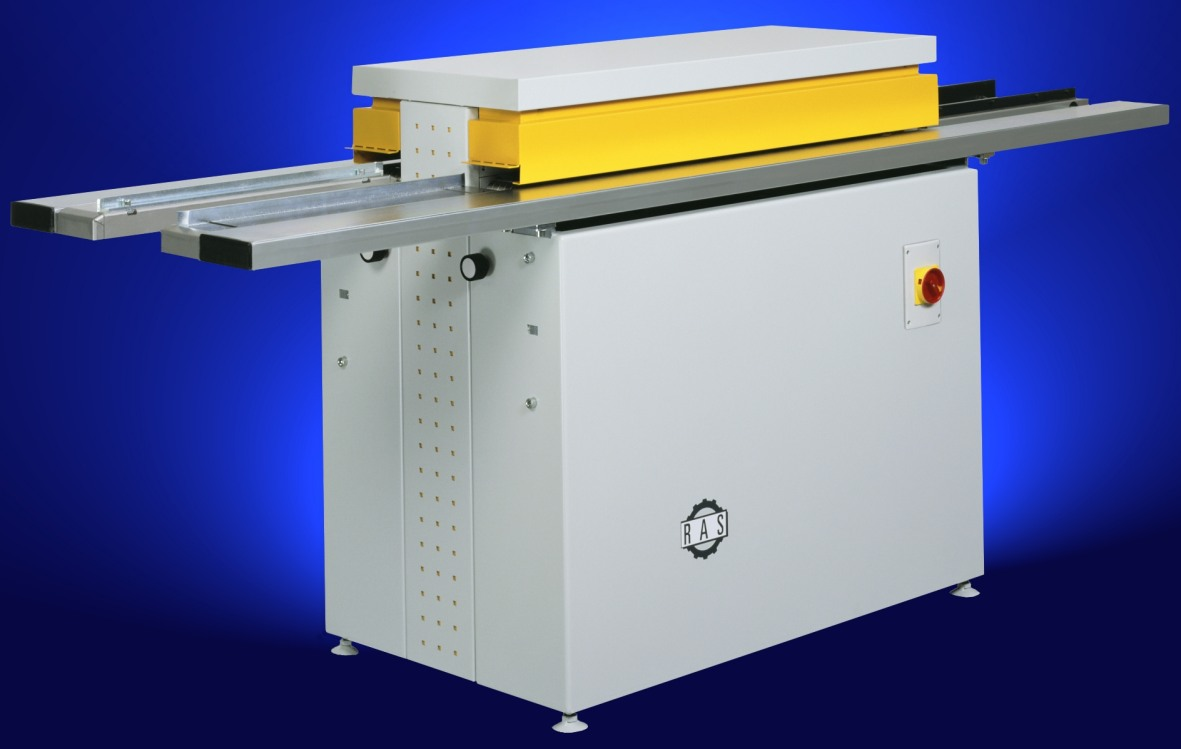
Falzformer SpeedySeamer RAS 22.09

Falzformer oder Rollformer sind Maschinen, die an einem glatten Blech einen Falz anbringen. Sie werden hauptsächlich zur Herstellung von Falzverbindungen bei der Produktion von Luftkanälen eingesetzt. In der Maschine drehen sich Rollenpaare. Sie transportieren das Blech und formen es entsprechend ihrer Kontur um. Üblich sind sieben oder neun Umformstationen. Welche Maschine zum Einsatz kommt, hängt von der Komplexität des Profils, der zu verformenden Blechdicke und den Qualitätsanforderungen an den Falz ab.
Meist können zwei Rollensätze gleichzeitig auf den Maschinen aufgebaut sein. Damit ist es möglich, die zusammen gehörenden Falzarten ohne Umrüsten der Maschine zu fertigen etwa Pittsburghfalz und Stehfalz oder Schnappfalz und Nockenstehfalz.

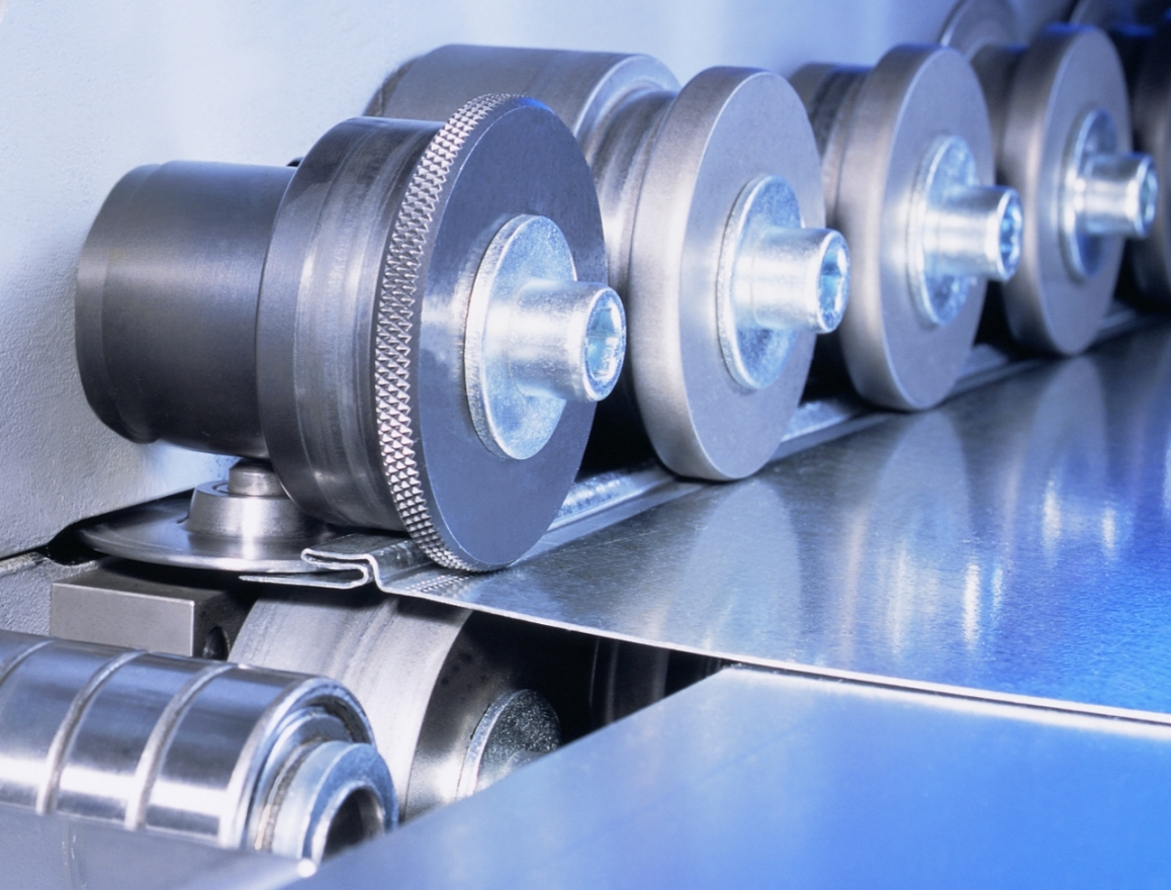
Herstellung des Pittsburghfalzes mit einem Falzformer
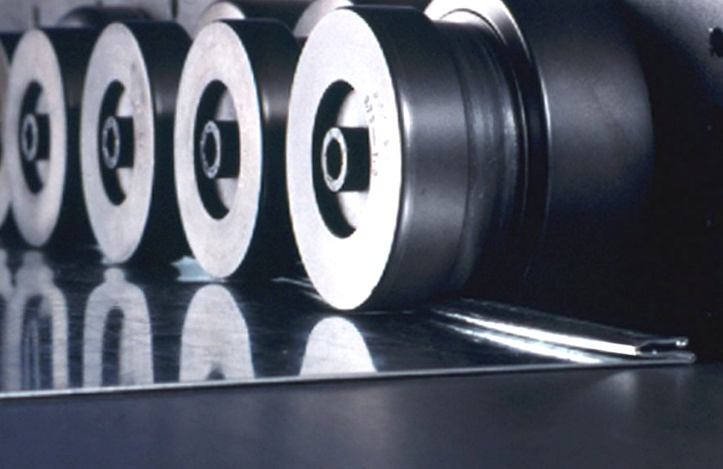
Herstellen des Schnappfalzes mit einem Falzformer
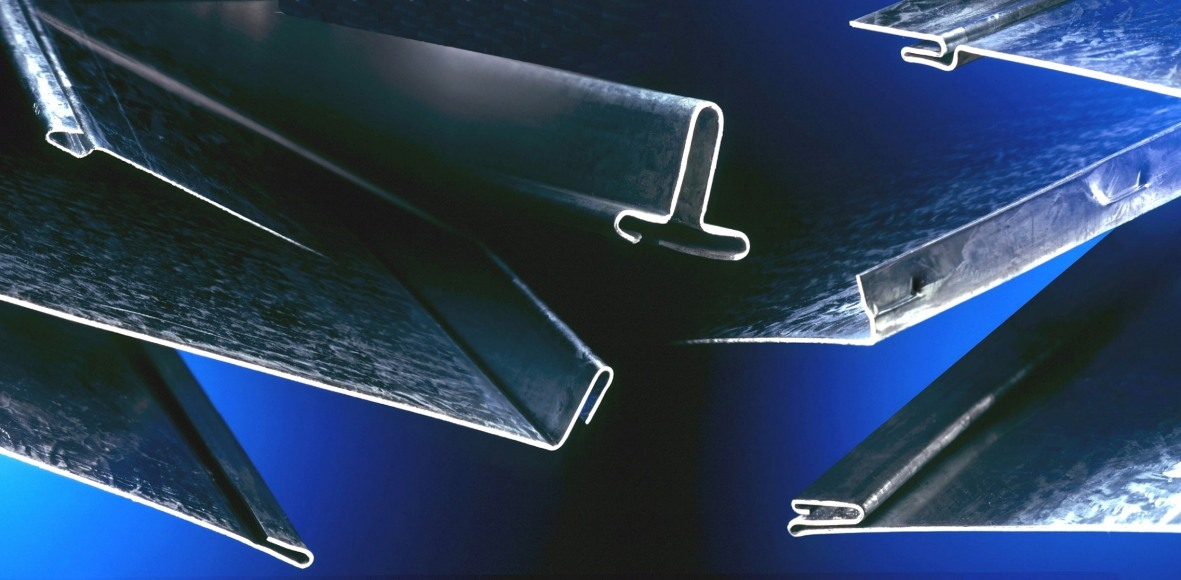
Gebräuchliche Falze bei der Produktion von Luftkanälen